# Салов, Игорь Николаевич
Игорь Николаевич Салов (родился 24 марта 1983) — российский гребец (академическая гребля).

## Биография
Участник Олимпиады - 2008 Пекин. В составе российской четвёрки парной (4хМ)
Участник Олимпиады - 2012 Лондон. В составе четверки парной (4хМ)
Мастер спорта России международного класса (МСМК)
Победитель и призер чемпионатов мира, чемпионатов Европы, этапов кубка мира, международных регат, в составе сборной команды России 2001-2014гг. Многократный чемпион России.
Участник проекта Черноморский рубеж. Рекордсмен книги рекордов - Гиннеса 2018, книги рекордов России-2018г. 